# Milena Bykowa
Milena Aleksiejewna Bykowa (ros. Милена Алексеевна Быкова; ur. 9 stycznia 1998) – rosyjska snowboardzistka, dwukrotna medalistka mistrzostw świata juniorów.
Po raz pierwszy na arenie międzynarodowej pojawiła się 7 grudnia 2013 roku w Hochfügen, gdzie w zawodach Pucharu Europy zajęła 19. miejsce w gigancie równoległym (PGS). W marcu 2016 roku wystartowała na mistrzostwach świata juniorów w Rogli, zdobywając srebrny medal w slalomie równoległym (PSL). Ponadto na mistrzostwach świata juniorów w Klínovcu rok później zwyciężyła w gigancie równoległym. Tytuł ten obroniła we wrześniu 2018 roku podczas mistrzostw świata juniorów w Cardronie.
W zawodach Pucharu Świata zadebiutowała 1 lutego 2014 roku w Sudelfeld, zajmując 38. miejsce w PGS. Pierwszy raz na podium zawodów tego cyklu stanęła 3 marca 2018 roku w Kayseri, wygrywając gigant równoległy. W zawodach tych wyprzedziła Czeszkę Ester Ledecką i Austriaczką Danielą Ulbing. W sezonie 2019/2020 zajęła 7. miejsce w klasyfikacji PAR. W 2018 roku wystartowała na igrzyskach olimpijskich w Pjongczangu była dziesiąta w PGS. W 2019 roku, zadebiutowała na mistrzostwach świata w Park City, gdzie zajęła czwartą pozycję w PGS.

## Osiągnięcia

### Igrzyska olimpijskie
| Miejsce | Dzień     | Rok  | Miejscowość | Konkurencja       | Zwyciężczyni  |
| ------- | --------- | ---- | ----------- | ----------------- | ------------- |
| 10.     | 24 lutego | 2018 | Pjongczang  | Gigant Równoległy | Ester Ledecká |

### Mistrzostwa świata
| Miejsce | Dzień    | Rok  | Miejscowość | Konkurencja       | Zwyciężczyni      |
| ------- | -------- | ---- | ----------- | ----------------- | ----------------- |
| 4.      | 4 lutego | 2019 | Park City   | Gigant równoległy | Selina Jörg       |
| 11.     | 5 lutego | 2019 | Park City   | Slalom równoległy | Julie Zogg        |
| 16.     | 1 marca  | 2021 | Rogla       | Gigant równoległy | Selina Jörg       |
| 32.     | 2 marca  | 2021 | Rogla       | Slalom równoległy | Sofija Nadyrszina |

### Puchar Świata

#### Miejsca w klasyfikacji generalnej PAR
- sezon 2013/2014: 52.
- sezon 2014/2015: 67.
- sezon 2015/2016: 29.
- sezon 2016/2017: 28.
- sezon 2017/2018: 16.
- sezon 2018/2019: 10.
- sezon 2019/2020: 7.
- sezon 2020/2021: 16.

#### Miejsca na podium w zawodach
1. Kayseri – 3 marca 2018 (gigant równoległy) - 1. miejsce
2. Scuol – 9 marca 2019 (gigant równoległy) - 1. miejsce
3. Scuol – 11 stycznia 2020 (gigant równoległy) - 3. miejsce